# Lomographa margarita
Lomographa margarita là một loài bướm đêm trong họ Geometridae.

## Hình ảnh

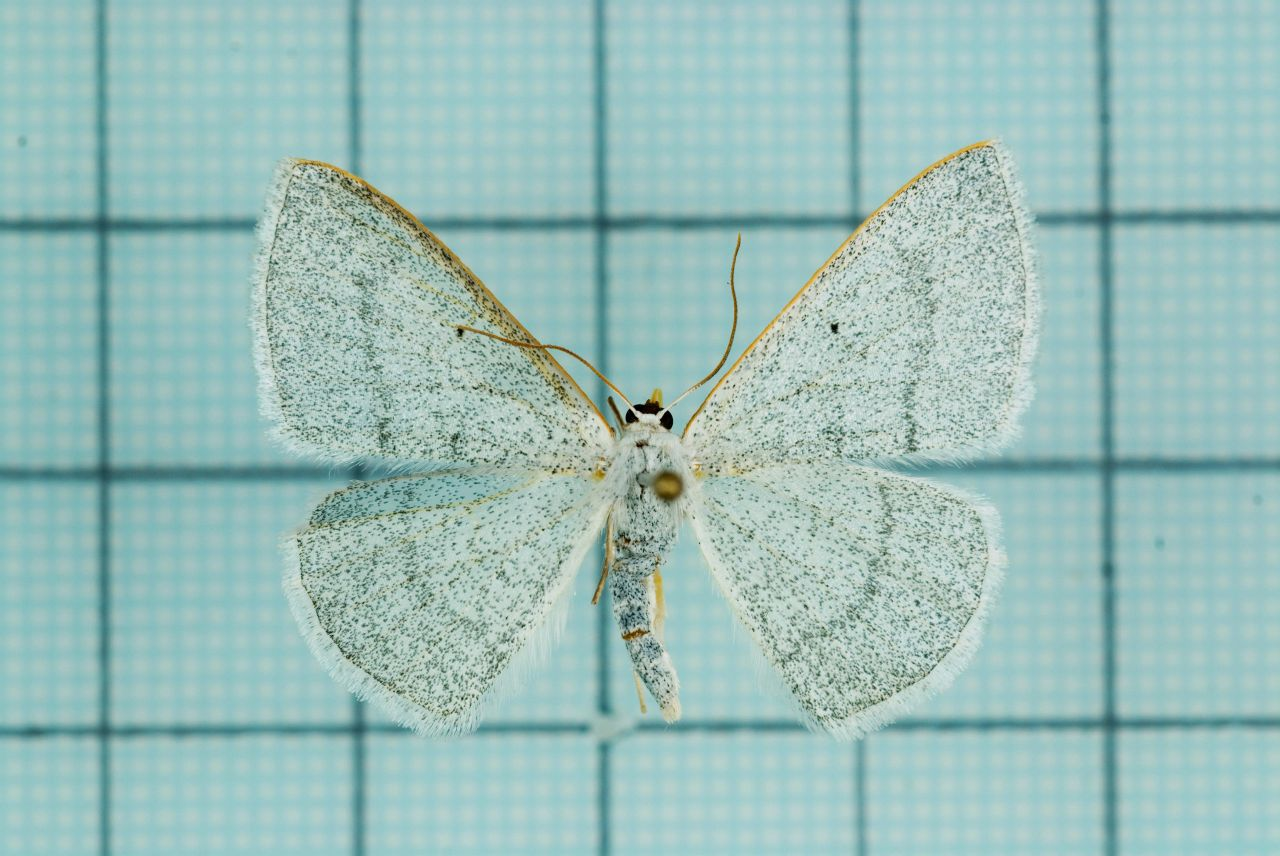
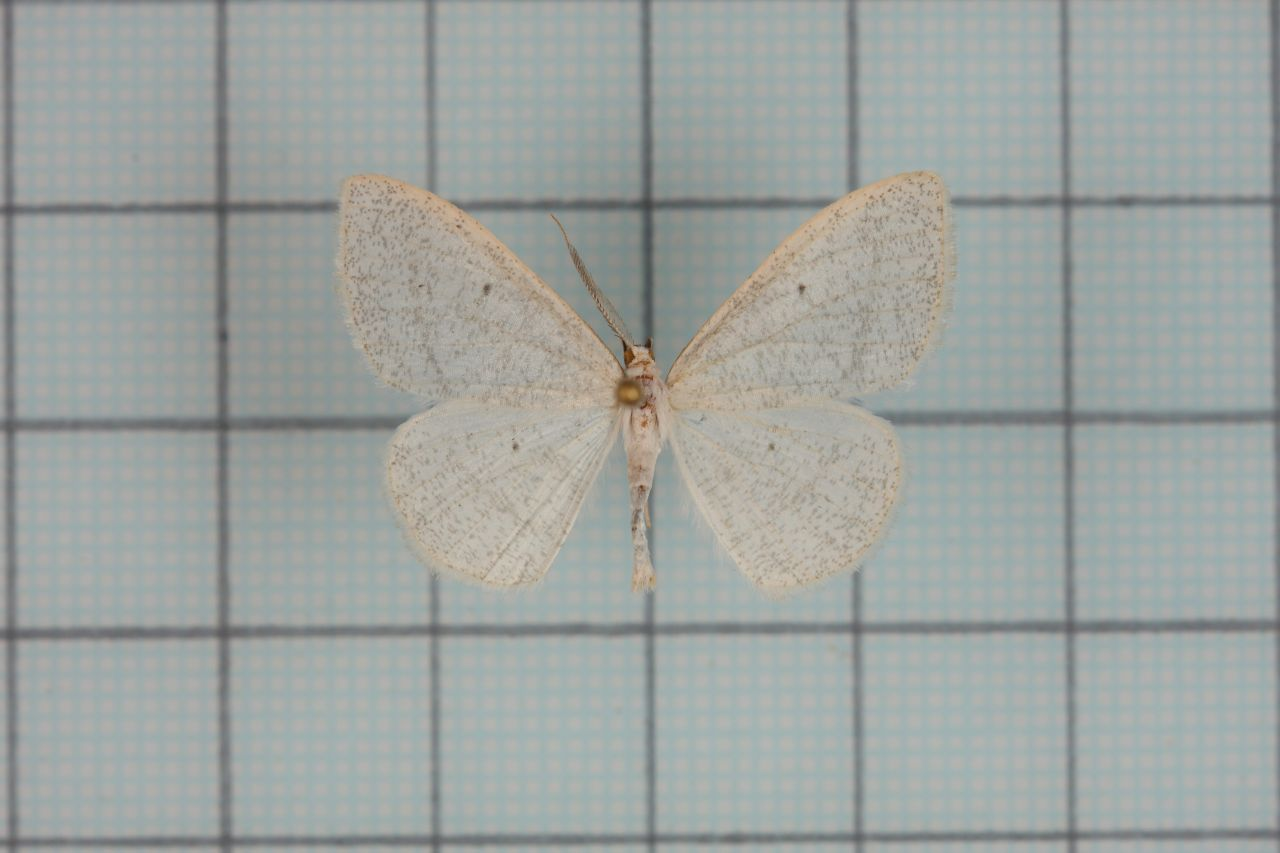